# Ahad bint Abdullah
Sayyida Ahad bint Abdullah Al Busaidiyah (en árabe: السيدة الجليلة عهد بنت عبدالله بن حمد البوسعيدية‎; Mascate, 4 de abril de 1970) es la consorte de Haitham bin Tariq Al Said, el actual sultán de Omán.

## Biografía
Es hija del Sayyid Abdullah bin Hamad Al-Busaidi, exsubsecretario de Justicia del Ministerio de Justicia, Awqaf, y Asuntos Islámicos y exgobernador de Musandam, y de su esposa, fallecida en 2025.
Su hermana, la Sayyida Rawdah bint Abdullah está casada con el Sayyid Shihab bin Tariq, hermano del sultán de Omán. La hija de ambos, la Sayyida Meyyan, estuvo casada con el príncipe heredero Sayyid Theyazin.
Ocupa el cargo de Consorte del Sultán de Omán desde el 11 de enero de 2020, el cual nunca ha existido con anterioridad. De este modo, ejerce de facto como primera dama de Omán.
Es licenciada en Sociología.

## Matrimonio y descendencia
De su matrimonio en 1989 con el sultán Haitham bin Tariq Al Said nacieron dos hijos y dos hijas:
- Sayyid Theyazin bin Haitham Al Sa‘id (n. en 1990), Príncipe Heredero desde el 12 de enero de 2021.
- Sayyid Bilarab bin Haitham Al Sa‘id (n. en 1995).
- Sayyida Thuraya bint Haitham Al Sa‘id.
- Sayyida Omaima bint Haitham Al Sa‘id.

## Distinciones honoríficas

### Distinciones honoríficas extranjeras
- Dama gran cruz de la Orden de Leopoldo II (Reino de Bélgica, 06/05/2025).[3]

## Títulos y estilos
| ● 4 de abril de 1970-presente: | Su alteza la honorable lady Sayyida Ahad Bint Abdullah Bin Hamad Al Busaidiyah |